# Kvalitativ og numerisk identitet
Kvalitativ og numerisk identitet er grundlæggende relationer mellem entiteter. 
Kvalitativ identitet betegner lighed mellem to entiteter, mens numerisk identitet betyder, at der er tale om én og samme entitet.
Sagt på en anden måde: Hvis to objekter er kvalitativt identiske, så er der vitterligt tale om to objekter; men disse to objekter har de samme kvaliteter. De har samme udseende, indhold, størrelse osv. Hvis to objekter derimod er numerisk identiske, så er der i virkeligheden kun tale om ét og samme objekt.
Et eksempel: Hvis man i én situation har observeret en person med et bestemt udseende, og sidenhen i anden situation observerer en person som tilsyneladende er kvalitativt identisk, så kunne man gå ud fra, at de også er numerisk identiske. Dvs. at man måske umiddelbart vil antage, at det blot er den samme person, som man har observeret på forskellige tidspunkter. Ret beset kan man dog ikke være sikker på det, idet der kunne være tale om et enægget tvillingepar, – som er kvalitative, men ikke numerisk identiske.
Kvalitativ identitet indebærer altså ikke nødvendigvis numerisk identitet. Omvendt gælder det dog, at numerisk identitet også indebærer kvalitativ identitet, da enhver entitet per definition altid ligner sig selv.
| filosofi | Spire Denne filosofiartikel er en spire som bør udbygges. Du er velkommen til at hjælpe Wikipedia ved at udvide den. |